# Propaganda (Mecna)
Propaganda è un album in studio dei rapper Mecna e ElDoMino, pubblicato il 5 ottobre 2006 dalla Funk Ya Mama con distribuzione Vibrarecords.

## Tracce
1. Propaganda – 3:56
2. Spara – 3:39
3. Ripensandoci (feat. Kento) – 4:27
4. 50 gradi – 4:29
5. No logo (feat. Damaxx) – 4:02
6. Uno alla volta – 4:41
7. Long Times – 3:31
8. Sollevami (feat. Zampa) – 4:23
9. Uno sbaglio – 4:00
10. Non mi diverto – 4:19
11. Le cose che mancano – 3:39
12. No logo (feat. Set & Mano) (RMX) – 4:37
13. Propaganda (RMX) – 4:58
14. Uno alla volta (RMX) – 5:22
15. Posti da zero pixel (Remake) – 4:08